# Peña Carrias
Peña Carrias (también conocido como Peña Karria, Peña Gobea, Peña Carria y Carrias) es una montaña española, situada entre el municipio de Valdegovía (Provincia de Álava) y Jurisdicción de San Zadornil (Provincia de Burgos). Igualmente está situada entre dos parques naturales: el Parque natural de Valderejo en el lado vasco y el Parque natural de Montes Obarenes-San Zadornil, del lado castellano. La cima del Carrias se eleva hasta los 1.130 metros sobre el nivel del mar, por lo que su altura no es excepcional, sin embargo, su verticalidad le da un aspecto singular y la escalada es exigente. Hay rutas para escalarlo desde Bóveda, Tobillas y San Zadornil.

## Etimología
Si bien existieron dudas respecto al origen etimológico del término sobre si era de origen vasco o castellano, en 2014 se aceptó el topónimo Peña Carrias como único oficial por ser reconocido como de origen castellano, ya que es improbable la existencia de un topónimo en euskera en la zona más occidental de Valdegovía.

## Geología
Peña Carrias se configura como una larga y afilada muralla caliza, resto de la antigua cobertera caliza del anticlinal de Lahoz. Constituye el límite natural entre Burgos y Álava y por su dificultad es una de las más cortejadas entre los escaladores de la zona.
Es posiblemente el pico más alpino de Burgos y de Álava. Se trata de una sucesión de crestas, alargadas en dirección NO-SE, con una longitud superior al kilómetro y un desnivel de más de 200 m. Corresponde al flanco oriental del anticlinal asimétrico de Valderejo y lo forman las calizas del Coniaciense que se disponen totalmente verticalizadas. Forman estratos de potencia métrica, que debido a la existencia de diaclasas mayores producen
formas aserradas en su culminación, lo que hace muy peligroso el acceso a la cumbre. Los procesos erosivos, posiblemente kársticos, son el origen del agujero que atraviesa la pared. 
Al pie de la montaña se desarrolla un importante acúmulo de grandes bloques caídos de la pared vertical
a causa de los procesos erosivos.
En algunos puntos puede reconocerse dolomías posiblemente correspondientes al Cretácico Superior y por encima conglomerados del Terciario continental con abundantes cantos de calizas cretácicas que se disponen en discordancia sobre el pliegue, aunque se encuentran verticalizados durante los estadios finales del plegamiento.

## Ascensión
La ruta principal para escalar el Carrias es desde Arroyo de San Zadornil (Provincia de Burgos), cruzando el único puente del pueblo sobre el Arroyo de los Paules. A través de la multitud de sendas que el ganado ha creado el camino gira a la derecha en sentido ascendente en busca de la senda principal bajo el bosque de pino silvestre. A casi un kilómetro del pueblo la senda se torna en sentido ascendente por la ladera con gran pendiente.
Al salir del bosque se continúa ascendiendo por la senda hasta llegar a la base de la pared, donde se prosigue dicha base hacia la derecha en el canal que da acceso a la trepada. En esta pared vertical existen pasamanos y cadenas para facilitar la escalada. 
Si bien se trata de una ruta corta, la subida es muy intensa y conviene tener una preparación adecuada. La verticalidad de la montaña la convierten en una de las cimas más complicadas de escalar de ambas provincias sobre las que se asienta.